# Petros Konnafīs
Petros Konnafīs (in greco: Πέτρος Κονναφής; Nicosia, 28 agosto 1979) è un ex calciatore cipriota, di ruolo difensore.

## Carriera

### Club
Ha giocato nella massima serie dei campionati cipriota e belga.

### Nazionale
Ha esordito con la nazionale cipriota nel 2000, giocando 25 partite fino al 2003.